# Protipapež Celestin II.
Celestin II., protipapež Rimskokatoliške cerkve; * okrog 1060 kot Teobald (Tebald) Boccapecci, Boccapeconai italijansko Teobaldo Boccapecci, Boccapeconai, Boccapecora; latinsko Theobaldus Buccapecus) Rim (Papeška država, Sveto rimsko cesarstvo); † okrog 21. december 1124 Rim (Papeška država, Sveto rimsko cesarstvo). 

## Življenjepis
Protipapež Celestin II. se je rodil kot slovensko: Teobald (Tebald) Bokapekora; italijansko Teobaldo Boccapecora, Boccapecci, Boccapeconai; latinsko Theobaldus Buccapecus) v Rimu v Papeški državi. V njegovem času je rodbina Buccapecus imela v posesti v Rimu dve hiši: eno na Martovskem polju (Campo Marzio) , drugo pa v dolini Pertica (Valle Pertica) pred vrati svetega Petra.
Prvič je omenjen Teobald v nekem papeškem privilegiju od 3. julija 1103, za katerega pa meni H. Tilllmann, da je ponarejen. Zanesljiva je pa listina od 30. januarja 1110 pri S. Maria Nuova, ki je bil izdan: »per iussionem domni Theobaldi diaconi sacri Lateranensis palatii« . Med podpisniki je navzoč tudi »Aleksander, diakonov nečak«. 23. marca 1112 je navzoč neki Teobald kod kardinal-diakon na lateranskem koncilu; 23. Julija 116 je naveden pri neki prodaji pri cerkvi S. Maria Nuova. Zadnja listina, ki ga pri tej cerkvi omenja, je od 3. marca 1119 in ga izrecno označuje kot kardinala cerkve S. Maria, »in qua nunc preest dominus Tebbaldus cardinalis diaconus«. 
Kalist II. mu je podelil naslov kardinala-duhovnika pri sv. Anastaziji (Teobaldum sanctae Anastasiae), in kot tak je podpisal dva papeška dokimenta. Zgodovinarji menijo, da sta Teobald kot kardinal-diakon in Teobald kot kardinal-duhovnik ista oseba. 
Že od mladosti je odraščal v okviru rimske duhovščine, ki je bila blizu rimski kuriji.

### Nemirne in usodne papeške volitve
Teobalda so izvolili za papeža na predlog kardinala-diakona Gionata dei SS. Cosma e Damiano, ki je bil blizu plemiški rodovini Pierleoni. Ne vemo, čemu Pierleonijevi niso podpirali Saksa Anjanskega (Saxo di Anagni), kardinala, ki je sodeloval pri uveljavitvi Wormškega konkordata – in je užival podporo ljudstva. Sakso je pozneje postal kancler Pierleonijevskega protipapeža Anakleta II.. Ko je sprejel ime Celestin II., je Teobald oblekel rdeč plašč; toda med obredom, ko so peli Te Deum, je Roberto Frangipane s svojimi oboroženimi pristaši vdrl v kapelo sv. Pankracija, ki se nahaja blizu Laterana. Napadli so Teobalda in zahtevali namesto njega Lamberta, ostijskega kardinala-škofa. Nekaj dni za tem – 21. decembra 1124, in sicer po Teobaldovi odpovedi – ki je pa bil hudo ranjen in zapuščen od svojih volivcev – so Lamberta izvolili enodušno za papeža z imenom Honorij II. 

### Drugi viri o volitvah
Ob Kalistovi smrti je povzročil težave nezakonit poseg plemstva v papeške volitve. V tistem času sta obstajali v Rimu dve veliki stranki: Frangipani in Perleoni; prva je obvladovala področje okrog Koloseja s svojimi Turris Chartularia, druga pa okrožje v bližini Tiberskega otoka, s svojo trdnjavo-gledališčem Marcelom (Marcellus). Po splošnem dogovoru med kurijskimi kardinali in plemstvom ter v skladu s kanonskimi predpisi, naj bi potekala izvolitev Kalistovega naslednika tretji dan po njegovi smrti. Na strani plemičev so bili glavni posredniki bogati in vplivni Pierleone I. (†1128), oče kardinala Pierleoneja II., ki naj bi postal pozneje protipapež Anaklet, in Leo Frangipane, brat Roberta Frangipaneja in tisti od Cencijev (Cencius), ki je razjezil Gelazija II.. Leo Frangipane je spodbujal to razumevanje, da bi mogel imeti več časa za izvolitev uglednega diplomata Wormškega sporazuma, ostijskega škofa kardinala Lamberta.  Zavedal se je, da je pred njim težka naloga; saj je bilo splošno znano, da so ljudje želeli za papeža Saksa  (Saxo), kardinala pri sv. Štefanu. Zato se je Leo hlinil, da ima isto željo tudi sam. Hkrati pa – da zagotovi prisotnost vseh kardinalov in tako veljavne volitve – se je potrudil, da se je osebno sešel s spremljevalcem vsakega od kardinalov na večer pred volilnim dnevom in se je z vsakim dogovoril – ne da bi drugi za to vedeli – da bodo jutri nosili rdeče plašče, da se bodo ločili od papeževe črne suknje.  To je storil v pričakovanju, da bo izvoljen za papeža glede na svoj vpliv, ko ga bo vsakdo od kardinalov zlahka opazil. 

Kolikor resnice pač obstaja v tej zgodbi, ki jo je povedal goreč privrženec protipapeža Anakleta, ki je bil tedaj kardinal Perleone II. pri sv. Kalistu, drži tole: Privrženci te dvojice so bili vidni na teh volitvah – vsi kardinali so se zbrali v kapeli samostana sv. Pankracija, ki je bil pritrjen na južno krilo Lateranske bazilike. Tam stoji zdaj očarljiv samostan kanonikov. Po malo razpravljanja o predlogu Jonatana, kardinala-diakona pri sv. Kozmu in Damijanu, niso izvolili niti kardinala Saksa niti Lamberta, ampak kardinala-duhovnika pri sv. Anastaziji, Teobalda Buccapecu. Njega so ustrezno oblikli v rdeč plašč in prevzel ime Celestin. Toda nenadoma, ko so peli Te Deum, in je kardinal Lambert pel glasneje od ostalih, so zagnali krik Robert Frangipane in njegova stranka: »Lambert papež!« Naenkrat je odhitel ven, sedel na tako imenovano symae (sigmae) pred cerkvijo sv. Silvestra, in ga razglasil za papeža pod imenom Honorij II. To se je zgodilo 15. decembra.  

Dokaj očitno je, da je stranka Pierleonea s svojim nepričakovanim imenovanjem Teobalda presenetila kardinalski zbor in ti so pohiteli razglašat kandidata, ki ga sami niso želeli. Kakor hitro so izklicali ime lambert,  je njihov »uglednejši del« (»sanior pars«) v smislu odloka Nikolaja II. potegnil z njim. Za nekaj dni je bil Rim prizorišče hudih neredov in zmešnjav; končno pa so Celestina njegovi navijači pustili na cedilu in Lambert je ostal nesporni lastnik Sedeža sv. Petra.  Lambert, kot »ljubitelj pravice«, ni bil zadovoljen z načinom izvolitve, ter je pred vsemi kardinali odstopil s svojega položaja ter odložil svojo mitro in plašč. Njegov odstop so sprejeli, vendar so ga takoj ponovno izvolili. Vsi so mu poljubili noge in ga priznali »kot svojega škofa in vesoljnega papeža« na nedeljo, 21. decembra 1124. 

## Smrt
Teobald je umrl nekaj dni po svoji zakoniti izvolitvi 15. decembra 1124, okrog 21. decembra istega leta torej in sicer zaradi ran, ki so mu jih zadali Frangepanijevi pristaši na dan izvolitve,  in sicer v Rimu. 

### Ocena
Ne bi pravzaprav mogli trditi, da je bil Celestin II. protipapež; bil je pravi papež - sicer resda samo en dan: vendar je bil veljavno izvoljen; toda ni nastopil službe, ker so mu nasprotniki to (nasilno) preprečili. 